# Adelwiva
Adelwiva (auch Adelviva, Adelvina, Adalwif, Adalawive, Adelwiff, Adunalif, Ethelvive oder Adunaliva; † um 1000 oder 1015 in Verdun) war die Mutter von Poppo von Stablo und wird in der römisch-katholischen  Kirche als Heilige verehrt.

## Leben
Adelwiva und ihr Mann Tezerinus (auch Titzekin) entstammten Adelsfamilien aus Flandern und sind die Eltern von Poppo von Stablo. Die Familie lebte in Deinze, hier wurde Poppo 978 geboren.
Von seiner Mutter erhielt er eine fromme Erziehung.
Nach dem Tod ihres Mannes ging sie ins Kloster und lebte als Inklusin.
Ihr Gedenktag ist wie der ihres Sohns der 25. Januar.